# مارگیت دایکا
مارگیت دایکا (مجاری: Margit Dajka؛ ۱۳ اکتبر ۱۹۰۷ – ۲۴ مهٔ ۱۹۸۶) بازیگر اهل مجارستان بود.
از فیلم‌هایی که وی در آن نقش داشته‌است، می‌توان به سندباد، یک نقش عجیب و  دختران امروزی اشاره کرد.